# سونيك أدفنشر 2
سونيك أدفنشر 2 (بالإنجليزية:Sonic Adventure 2؛ باليابانية:ソニックアドベンチャー2) هي اللعبة الثانية لـسونيك أدفنشر، صدرت هذه اللعبة على جهاز دريم كاست عام 2001، وفي هذه اللعبة ظهرت شخصية جديدة تُدعى القنفذ شادو وهو قنفذ أسود اللون ينافس سونيك. يتميز أسلوب اللعب في سونيك أدفنشر 2 بتنوعه، حيث يتضمن اللعب بسرعة في مراحل سونيك وشادو، إطلاق نار لشخصية تيلز ودكتور إغمان، واكتشاف المناطق لشخصيات أخرى مثل ناكلز وورج.
تُعد هذه اللعبة واحدة من الألعاب المميزة في سلسلة سونيك، حيث تلقت تقييمات إيجابية من النقاد، خاصة بفضل تنوع أسلوب اللعب وجودة الرسومات. كما أن شخصية شادو أصبحت واحدة من أكثر الشخصيات المحبوبة في السلسلة، مما أدى إلى ظهورها في ألعاب ومشتقات أخرى. تم إصدار سونيك أدفنشر 2 بالتزامن مع الذكرى العاشرة لسلسلة سونيك، وكانت هذه اللعبة آخر إصدار للسلسلة على جهاز دريم كاست من سيجا، حيث صدرت في الأشهر التي تلت قرار سيجا بإيقاف إنتاج جهاز دريم كاست وانتقالها إلى تطوير الألعاب للطرف الثالث. في وقت لاحق من عام 2001، تم نقل اللعبة إلى جهاز چيم كيوب تحت اسم سونيك أدفنشر 2 باتل.

## شخصيات

### أبطال
- القنفذ سونيك
- تيلز
- النضناض ناكلز

### دارك
- القنفذ شادو
- دكتور إغمان
- الخفاشة روج

## سونيك أدفنشر 2 باتل
سونيك أدفنشر 2 باتل (بالإنجليزية:Sonic Adventure 2 Battle) صدرت هذه اللعبة على الجهاز چيم كيوب في اليابان 10 ديسمبر عام 2001.

## روابط خارجية
- سونيك أدفنشر 2 على موقع IMDb (الإنجليزية)